# Beurville
Beurville település Franciaországban, Haute-Marne megyében. Lakosainak száma 102 fő (2022. január 1.). Beurville Saulcy, Thil, Thors, Nully, Rizaucourt-Buchey, Blumeray, Bouzancourt, Cirey-sur-Blaise, Daillancourt és Colombey les Deux Églises községekkel határos.

## Népesség
A település népességének változása:
| Lakosok száma | 182  | 150  | 138  | 109  | 103  | 104  | 104  | 103  | 103  | 102  |
|               | 1968 | 1982 | 1990 | 2006 | 2013 | 2015 | 2017 | 2019 | 2020 | 2022 |